# Giải thưởng phim truyền hình KBS lần thứ 29
Lễ trao giải KBS Drama Awards lần thứ 29 (tiếng Hàn: KBS 연기대상; Romaja: KBS Yeon-gi Daesang), được trình bày bởi Korean Broadcasting System (KBS), diễn ra vào ngày 31 tháng 12, 2015 tại Yeouido, Seoul. Chương trình được chủ trì bởi Jun Hyun-moo, Park Bo-gum và Kim So-hyun.

## Chiến thắng và đề cử
(Người chiến thắng được in đậm)
| Grand Prize (Daesang) | PD Award |
| --- | --- |
| - Kim Soo-hyun – Hậu trường giải trí - Go Doo-shim – The Virtual Bride, All About My Mom | - Kim Hye-ja – Những cô nàng xấu tính |
| Nam diễn viên xuất sắc nhất | Nữ diễn viên xuất sắc nhất |
| - So Ji-sub – Nữ thần của tôi - Jang Hyuk – The Merchant: Gaekju 2015 - Jung Jae-young – Assembly - Kim Sang-joong – The Jingbirok: A Memoir of Imjin War - Kim Soo-hyun – Hậu trường giải trí | - Chae Shi-ra – Những cô nàng xấu tính - Go Doo-shim – Câu chuyện mẹ tôi - Gong Hyo-jin – Hậu trường giải trí - Kim Hye-ja – Unkind Ladies - Shin Min-a – Nữ thần của tôi |
| Excellence Award, Actor in a Miniseries | Excellence Award, Actress in a Miniseries |
| - Cha Tae-hyun – Hậu trường giải trí - Joo Sang-wook – Masked Prosecutor - Kim Soo-hyun – Hậu trường giải trí - Seo In-guk – Hello Monster - So Ji-sub – Nữ thần của tôi | - Shin Min-a – Nữ thần của tôi - Bae Jong-ok – Spy - Gong Hyo-jin – Hậu trường giải trí - IU – Hậu trường giải trí - Jang Na-ra – Hello Monster |
| Excellence Award, Actor in a Mid-length Drama | Excellence Award, Actress in a Mid-length Drama |
| - Jang Hyuk – The Merchant: Gaekju 2015 - Ji Jin-hee – Blood - Jung Jae-young – Assembly - Park Hyuk-kwon – Những cô nàng xấu tính - Yu Oh-seong – The Merchant: Gaekju 2015 | - Kim Min-jung – The Merchant: Gaekju 2015 - Chae Shi-ra – Những cô nàng xấu tính - Han Chae-ah – The Merchant: Gaekju 2015 - Kim Hye-ja – Những cô nàng xấu tính - Song Yun-ah – Assembly |
| Excellence Award, Actor in a Serial Drama | Excellence Award, Actress in a Serial Drama |
| - Kim Kap-soo – All About My Mom - Kim Tae-woo – The Jingbirok: A Memoir of Imjin War - Kim Sang-joong – The Jingbirok: A Memoir of Imjin War - Lee Sang-woo – Câu chuyện mẹ tôi - Lee Joon-hyuk – House of Bluebird                                                                                   | - Eugene – All About My Mom - Choi Myung-gil – House of Bluebird - Go Doo-shim – Câu chuyện mẹ tôi - Kyung Soo-jin – House of Bluebird |
| Excellence Award, Actor in a Daily Drama | Excellence Award, Actress in a Daily Drama |
| - Im Ho – The Stars Are Shining - Kwak Si-yang – All Is Well - Ahn Nae-sang – Love on a Rooftop - Jae Hee – Save the Family - Kim Min-soo – In Still Green Days - Sung Hyuk – You Are the Only One | - Han Chae-ah – You Are the Only One - Kang Byul – Save the Family - Choi Yoon-young – All Is Well - Im Se-mi – Love on a Rooftop - Ko Won-hee – The Stars Are Shining - Song Ha-yoon – In Still Green Days |
| Excellence Award, Actor in a One-Act/Special/Short Drama | Excellence Award, Actress in a One-Act/Special/Short Drama |
| - Bong Tae-gyu – Drama Special – Trains Don't Stop at Noryangjin Station - Kim Dae-myung – Drama Special – "Red Moon" - Kim Yeong-cheol – Drama Special – "The Wind Blows to the Hope" - Lee Joon – Drama Special – "What Is The Ghost Doing" - Yu Oh-seong – Drama Special – "The Brothers' Summer"   | - Kim Young-ok – Snowy Road - Lee Ha-na – Drama Special – "Fake Family" - Cho Soo-hyang – Snowy Road, Drama Special – "What Is The Ghost Doing" - Choi Myung-gil – Drama Special – "Contract Man" - Moon Ji-in – Drama Special – "Funny Woman"                                                                                     |
| Best Supporting Actor | Best Supporting Actress |
| - Kim Kyu-chul – The Jingbirok: A Memoir of Imjin War, The Merchant: Gaekju 2015 - Park Bo-gum – Xin chào quái vật - Choi Il-hwa – Save the Family - Jang Hyun-sung – Assembly - Kim Ji-seok – Những cô nàng xấu tính, Cheer Up! - Kim Min-kyo – You Are the Only One - Oh Min-suk – Câu chuyện mẹ tôi | - Kim Seo-hyung – Assembly - Uhm Hyun-kyung – House of Bluebird. All Is Well - Jo Eun-sook – Love on a Rooftop, The Stars Are Shining - Kim Hye-eun – The Jingbirok: A Memoir of Imjin War, Unkind Ladies - Lee Mi-do – Những cô nàng xấu tính, Cheer Up! - Seo Yi-sook – Những cô nàng xấu tính - Son Yeo-eun – Câu chuyện mẹ tôi |
| Best New Actor | Best New Actress |
| - Yeo Jin-goo – Mứt cam - Choi Tae-joon – Câu chuyện mẹ tôi - Lee Won-keun – Cheer Up! - Nam Joo-hyuk – Học đường 2015 - Song Jae-rim – Những cô nàng xấu tính - Yook Sungjae – Học đường 2015 | - Chae Soo-bin – Cheer Up!, House of Bluebird - Kim So-hyun – Học đường 2015 - Cho Soo-hyang – Học đường 2015 - Jo Bo-ah- Câu chuyện mẹ tôi - Kim Seol-hyun – Mứt cam - Yoon Seo – Love on a Rooftop |
| Best Young Actor | Best Young Actress |
| - Choi Kwon-soo – Drama Special – "The Brothers' Summer" - Chae Sang-woo – Unkind Ladies - Gil Jung-woo – Câu chuyện mẹ tôi - Jo Hyun-do – The Merchant: Gaekju 2015 - Seo Young-joo – Snowy Road | - Kim Hyang-gi – Snowy Road - Jang Seo-hee – The Stars Are Shining - Kim Ji-min – Assembly - Kim Sae-ron – Snowy Road - Kim Yoo-bin – The Stars Are Shining |
| Netizen Award, Actor | Netizen Award, Actress |
| - Kim Soo-hyun – Hậu trường giải trí | - Kim So-hyun – Who Are You: School 2015 |
| Popularity Award, Actor | Popularity Award, Actress |
| - Park Bo-gum – Xin chào quái vật - Nam Joo-hyuk – Who Are You: School 2015 | - Kim Seol-hyun – Mứt cam - Jo Bo-ah- Câu chuyện mẹ tôi |
| Best Couple Award | Best Writer |
| - Jang Hyuk & Han Chae-ah – The Merchant: Gaekju 2015 - Kim Soo-hyun, Gong Hyo-jin & Cha Tae-hyun – Hậu trường giải trí - So Ji-sub & Shin Min-a – Nữ thần của tôi - Yook Sungjae & Kim So-hyun – Học đường 2015                                                                                       | - Kim In-young – Unkind Ladies |